# Le Défi Media Group
Le Défi Media Group est un groupe de média basé à Port Louis, à Maurice. Il détient plusieurs journaux, magazines et radios, y compris sur Internet.

## Journaux et magazines
- Le Dimanche/L'Hebdo (en français)
- Le Défi Foot
- Le Défi Immobilier
- Le Défi Moteurs
- Le Défi Plus
- Le Défi Quotidien (en français)
- News On Sunday
- Le Défi Turf
- Le Défi Life

## Radios et télévision
- Radio Plus Hits (en français et anglais)
- Radio Plus Fever
- Radio Plus Indiz
- La chaîne Télé Plus Web TV

## Sources et références
- Christina Chan-Meetoo & Roukaya Kasenally, Enhancing Democratic Systems: The Media in Mauritius : a Dialogue Session, Langaa RPCIG, 2012
- Friedrich-Ebert-Stiftung & Media Project Southern Africa (MISA), Enhancing Democratic Systems: The Media in Mauritius : a Dialogue Session, MISA, 2008